# Putcorrosie
Putcorrosie (Engels: pitting) is een vorm van corrosie, waarbij zich putjes in het oppervlak vormen.
Putcorrosie treedt op bij metalen die zich tegen corrosie beschermen met een oxidelaag. Putcorrosie ontstaat voornamelijk op de plek waar de oxidelaag is beschadigd. Ongewenste metaaldeeltjes in de oppervlakte en penetratie van chlorideionen door de beschermende laag kunnen ook putcorrosie veroorzaken. Het gevaar van putcorrosie is dat het metaal er uiterlijk ogenschijnlijk gaaf uitziet.

## Mechanisme
Als roestvast staal waarvan de beschermende chroom(III)oxidelaag beschadigd is in contact komt met chloridehoudend water, bijvoorbeeld zeewater of zwembadwater, dan zullen de chlorideionen voorkomen dat de beschermende laag zich herstelt. In het begin zal de beschadigde plek zowel voor anode als voor kathode fungeren:
Anode   (oxidatie reactie):     {\displaystyle \mathrm {2\ Fe\rightarrow \ 2\ Fe^{2+}\ +\ 4\ e^{-}} }
Kathode (reductie reactie):    {\displaystyle \mathrm {O_{2}\ +\ 2\ H_{2}O\ +\ 4\ e^{-}\rightarrow \ 4\ OH^{-}} }
Doordat het ijzer langzaam oplost, ontstaat er een putje, dat steeds dieper wordt. Op een gegeven moment treedt er in het putje zuurstoftekort op. Er ontstaat dan een galvanische cel tussen de oxidelaag (kathode) en het putje (anode). Het putje wordt steeds zuurder door ijzerhydrolyse en de corrosie versnelt:
{\displaystyle \mathrm {Fe^{2+}\ +\ H_{2}O\rightarrow \ Fe(OH)^{+}\ +\ H^{+}} }
Tegelijkertijd diffunderen chlorideionen naar het putje voor de ladingbalans.

## Pitting Resistance Equivalent Number
De Pitting Resistance Equivalent Number (PREN) is een theoretisch getal dat gebruikt wordt om de gevoeligheid voor putcorrosie van verschillende soorten roestvast staal onderling te vergelijken. Het getal is niet bedoeld om aan te geven of een bepaald type roestvast staal voor een bepaalde toepassing bruikbaar is. Het gehalte chroom, molybdeen en stikstof bepalen resistentie:
{\displaystyle \mathrm {PREN\ =\ \%Cr\ +\ 3,3\ x\ \%Mo\ +\ 16\ x\ \%N} }
Bevat het roestvast staal eveneens wolfraam dan wordt PREN:
{\displaystyle \mathrm {PREN\ =\ \%Cr\ +\ 3,3\ x\ (\%Mo\ +\ 0,5\ x\ \%W)\ +\ 16\ x\ \%N} }
Is dit getal hoger dan veertig dan spreekt men van een "super" roestvast staal.
De PREN heeft een goede relatie met de kritische pitting temperatuur (en: critical pitting temperature = CPT). De CPT wordt bepaald met een gestandaardiseerde meetmethode, waarbij in een oplossing met een bepaald gehalte chlorides de temperatuur stapsgewijs wordt verhoogd, totdat pitting optreedt in het geteste roestvast staal. Naarmate het roestvast staal hoger gelegeerd is treedt pitting doorgaans op bij hogere temperatuur.

## Voorbeelden
Bij lagers treedt putcorrosie op ten gevolge van vermoeiing.
Putcorrosie treedt ook op bij wapens, bijvoorbeeld jachtgeweren. Het is aantasting van het metaal, vooral in de loop, door gebruik van corrosieve ammunitie en het niet snel en goed reinigen van de loop na het schieten.
Typisch aan putcorrosie zijn de gaatjes juist naast een lasnaad.